# Galatea (Pigmalió)
|  | Per a altres significats, vegeu «Galatea (Acis)». |

A la mitologia grega, Galatea (en grec antic Γαλάτεια Galateia, 'blanca com la llet') és una estàtua que va rebre el do de la vida per l'amor que li professava el seu creador Pigmalió.

## El mite
Va rebre també el nom de Galatea l'estàtua erigida pel rei de Xipre Pigmalió. A aquest rei no li agradaven les dones, i va viure en soledat durant molt de temps. Cansat de la situació en què estava, va començar a esculpir una estàtua de dona amb trets perfectes i bonics. El rei se sentia atret per la seva pròpia obra, i no podia deixar de pensar en la seva estimada d'ivori. En una de les grans celebracions en honor de la deessa Afrodita que se celebrava a l'illa, Pigmalió va suplicar a la deessa que donàs vida a la seva estimada estàtua. La deessa, que estava disposada a atendre'l, va elevar la flama de l'altar de l'escultor tres vegades més alt que la dels altres. Pigmalió no va entendre el senyal i se'n va anar a casa seva molt decebut.
En arribar a casa, va contemplar l'estàtua durant hores. Després de molt de temps, l'artista es va aixecar, i la besà. Pigmalió ja no va sentir els gelats llavis d'ivori, sinó que va sentir una suau i càlida pell en els seus llavis. Va tornar a besar-la, i l'estàtua va cobrar vida, enamorant-se perdudament del seu creador. Afrodita havia complagut del tot el rei concedint a la seva estimada el do de la fertilitat. D'aquesta unió va néixer Pafos, que donà nom a l'illa de Pafos.

## Galatea a la poesia d'Ovidi
El poeta llatí Ovidi va narrar en Les Metamorfosis (llibre 10) el mite del rei de Xipre Pigmalió i l'estàtua Galatea (que en el poema no rep cap nom). Al rei no li agradaven les dones perquè les considerava repeloses i imperfectes, i va arribar a la conclusió que no volia casar-se mai i que volia viure sense cap mena de companyia femenina. Amb el pas del temps, el rei es va sentir sol, i va començar a esculpir una estàtua d'ivori bella i de trets perfectes. De tant admirar la seva obra se'n va enamorar.

## En la cultura popular
Molt diverses han estat les obres inspirades en el personatges de Galatea i Pigmalió. Algunes de les més importants són:
- El ballet Pygmalion de Jean-Philippe Rameau, estrenat el 1748.[4]
- Pygmalion et Galathée, un curtmetratge mut de Georges Méliès del 1898.[5]
- L'obra de teatre Pigmalió (1913) de George Bernard Shaw, que al seu torn va ser adaptada al cinema el 1938 per Anthony Asquith i Leslie Howard amb una el mateix nom.
- També es consideren inspirades en el personatge de Galatea Pinotxo de Carlo Collodi i La Salvatge d'Isabel-Clara Simó.[6]